# Пайн-Ридж (индейская резервация)
Пайн-Ридж (англ. Pine Ridge Indian Reservation, лакота Wazí Aháŋhaŋ Oyáŋke) — индейская резервация племени оглала, расположенная в юго-западной части штата Южная Дакота, США.

## География
Пайн-Ридж — восьмая по площади индейская резервация в США. Общая площадь резервации составляет 11 275,037 км², из них 11 247,589 км² приходится на сушу и 27,448 км² — на воду, это больше, чем штаты Делавэр и Род-Айленд вместе взятые. Территория резервации Пайн-Ридж охватывает округ Оглала-Лакота и часть округов Джэксон и Беннетт. Кроме того, в состав резервации входит небольшая часть округа Шеридан (2,6 км²), штат Небраска, добавленная указом президента США Теодора Рузвельта от 20 февраля 1904 года.
Из всей территории резервации лишь 340 км² земли пригодны для сельского хозяйства. Рельеф, как правило, представляет собой холмистую разнотравную прерию, перемежающуюся в различных местах, особенно на севере, с типичным рельефом бедлендов. Более высокие возвышенности прерии покрыты песками, сдуваемыми ветром, которые образуют дюны. Южную часть резервации пересекает горный хребет Пайн-Ридж, который поддерживает рост рассеянных сосновых и кедровых деревьев. Хорошо развитые песчаные холмы являются доминирующими объектами вдоль южной границы резервации, которые простираются до района Сэндхиллс в Небраске.

## Демография
В 2017 году население резервации по одним данным составляло около 40 000 человек, по другим — не превышало 20 000. Большинство оглала проживает в Пайн-Ридж. Около 80 % жителей резервации являлись безработными.
Согласно федеральной переписи населения 2020 года в резервации проживало 18 850 человек, насчитывалось 4 267 домашних хозяйств и 5 141 жилой дом. Средний доход на одно домашнее хозяйство в индейской резервации составлял 33 161 доллар США. Около 43,2 % всего населения находились за чертой бедности, в том числе 48,3 % тех, кому ещё не исполнилось 18 лет, и 34,3 % старше 65 лет.
Расовый состав распределился следующим образом: белые — 1 729 чел., афроамериканцы — 37 чел., коренные американцы (индейцы США) — 16 326 чел., азиаты — 52 чел., океанийцы — 1 чел., представители других рас — 49 чел., представители двух или более рас — 656 человек; испаноязычные или латиноамериканцы любой расы составили 535 человек. Плотность населения составляла 1,67 чел./км².
Коэффициент младенческой смертности в 5 раз выше, чем в среднем по стране. Средняя продолжительность жизни в Пайн-Ридж является одной из самых низких в Америке и составляет 48 лет у мужчин и 52 года у женщин, ниже только в Гаити.